# Kawagabro

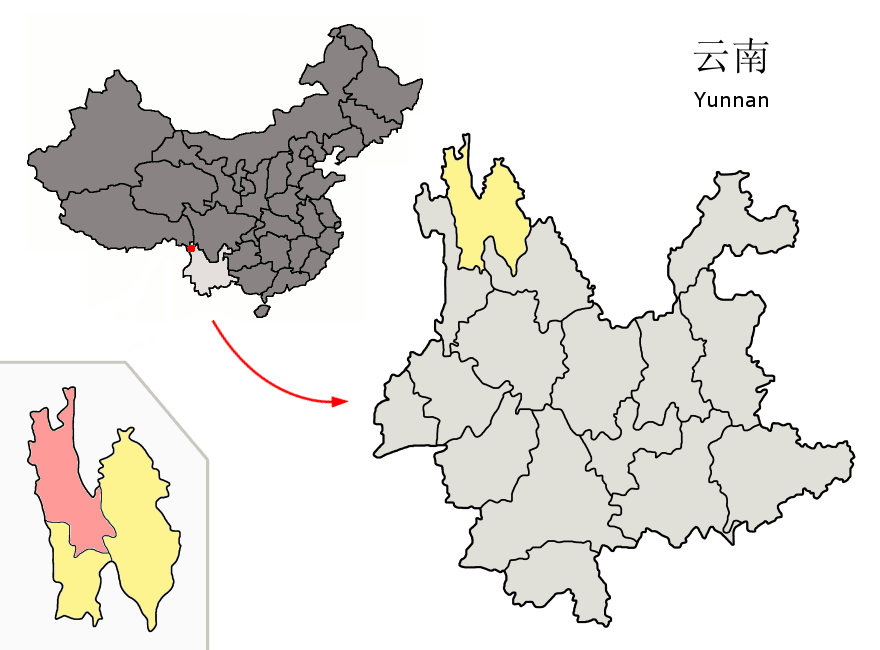
Poloha okresu Deqin (růžová) Tibetské autonomní prefektuře Deqin (žlutá)

Kawagabro (tibetsky: Kha ba dkar po) je nejvyšší hora čínské provincie Jün--nan. Je jednou z tzv. Osmi velkých posvátných hor Tibetu. Leží v západní části okresu Deqin v Tibetské autonomní prefektuře Deqin v severozápadní části čínské provincie Jün-nan. Hora má nadmořskou výšku 6740 metrů. 
Je nejvyšším vrcholem Meili xue shan (Mej-li süe šan) (čínsky 梅里 雪山 či Meili Snow Mountains), které patří k Východotibetským pohořím na jihovýchodě tibetské vysočiny. 
Každý rok přicházejí tibetští poutníci do horských oblastí z oblastí Chamdo, Kardze a dalších míst. Britská horolezecká expedice v roce 1902 nevystoupila na horu. Dne 3. ledna 1991 přišlo o život 17 účastníků japonské expedice. Z kulturních a náboženských důvodů přijala místní vláda v roce 2001 zákon, aby zabránila budoucím pokusům vylézt na horu. Vrchol ještě nebyl slezen. 